# Come Dance with Me!
Albums de Frank Sinatra
Frank Sinatra Sings for Only the Lonely
(1958) Look to Your Heart
(1959)
Come Dance with Me! est un album du chanteur américain Frank Sinatra, sorti en 1959. Il s'agit de l'album de Frank Sinatra ayant eu le plus de succès, restant classé dans les charts de Billboard magazine pendant 140 semaines et atteignant la deuxième place. À la  2e cérémonie des Grammy Awards, en 1960, Come Dance With Me! a reçu le Grammy Award de l'album de l'année et Sinatra le Grammy Award de la meilleure performance vocale masculine. Billy May a gagné le Grammy Award du meilleur arrangement.

## Titres
1. Come Dance with Me (Sammy Cahn, Jimmy Van Heusen) – 2:31
2. Something's Gotta Give (Johnny Mercer) – 2:38
3. Just in Time (Jule Styne, Betty Comden, Adolph Green) – 2:24
4. Dancing in the Dark (Arthur Schwartz, Howard Dietz) – 2:26
5. Too Close for Comfort (Jerry Bock, Larry Holofcener, George Weiss) – 2:34
6. I Could Have Danced All Night (Alan Jay Lerner, Frederick Loewe) – 2:40
7. Saturday Night (Is the Loneliest Night of the Week) (Cahn, Styne) – 1:54
8. Day In, Day Out (Rube Bloom, Mercer) – 3:25
9. Cheek to Cheek (Irving Berlin) – 3:06
10. Baubles, Bangles & Beads (Robert Wright, George Forrest) – 2:46
11. The Song Is You (Jerome Kern, Oscar Hammerstein II) – 2:43
12. The Last Dance (Cahn, Van Heusen) – 2:11
Bonus de la réédition en CD :
13. It All Depends on You (B.G. DeSylva, Lew Brown, Ray Henderson) – 2:06
14. Nothing in Common (duo avec Keely Smith) (Cahn, Van Heusen) – 2:32
15. Same Old Song and Dance (Cahn, Van Heusen, Bobby Worth) – 2:52
16. How Are Ya' Fixed for Love? (avec Keely Smith) (Cahn, Van Heusen) – 2:25

## Musiciens
- Frank Sinatra - chant
- Keely Smith - chant (Uniquement sur les titres bonus du CD)
- Billy May - arrangements, direction musicale
- Heinie Beau - arrangements